# SMS Zrinyi
La SMS Zrinyi è stata una nave da battaglia pre-dreadnought della Regia e Imperiale Marina Austro-Ungarica della classe Radetzky.
La nave, impostata il 15 novembre 1908 presso lo Stabilimento Tecnico Triestino, fu varata il 12 aprile 1910 e completata nel luglio dell'anno seguente.
Durante la prima guerra mondiale la Zrinyi servì nella Seconda Divisione Navale della marina austro-ungarica e come tale prese parte al bombardamento di Ancona e Senigallia il 24 maggio 1915 (il giorno dell'entrata in guerra del Regno d'Italia), occasione in cui colse di sorpresa le difese costiere. La nave è ritratta in una cartolina austriaca d'epoca mentre bombarda presso Senigallia un ponte ferroviario, un serbatoio idrico, le installazioni portuali, l'edificio della stazione e un convoglio ferroviario, distruggendo quasi tutto. Il cannoneggiamento della costa adriatica fu l'unica azione bellica della Zrinyi durante la Grande Guerra, in quanto il controllo alleato del canale d'Otranto non permetteva alla Kriegsmarine l'uscita dall'Adriatico, così per quasi tutta la durata del conflitto la nave rimase alla fonda nel porto di Pola.
Il 10 novembre del 1918, ad armistizio avvenuto e nei convulsi giorni della caduta dell'impero austro-ungarico, un gruppo di ufficiali dello Stato degli Sloveni, dei Croati e dei Serbi si impossessò della Zrinyi e della nave gemella Radetzky, basandosi sulla volontà dell'imperatore Carlo d'Austria di cedere la flotta da guerra al nuovo stato jugoslavo prima che cadesse in mani italiane, portandoli prima nel porto di Buccari e poi al sicuro nella baia dei Castelli presso Spalato, che era stata occupata dall'esercito degli Stati Uniti.
Nonostante l'intenzione di destinarli alla nuova flotta jugoslava, la Zrinyi rimase in disarmo nel porto spalatino oltre un anno finché fu ceduta alla US Navy il 22 novembre 1919. Ribattezzata USS Zrínyi, venne rimorchiata dalla marina statunitense verso Venezia nel 1921 per essere successivamente demolita.

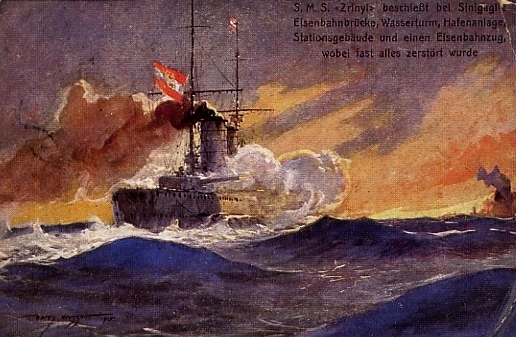
La corazzata Zrinyi durante il cannoneggiamento di Senigallia in una cartolina austriaca d'epoca